# Giuliano de' Medici (arcivescovo)
Giuliano de' Medici di Castellina (Firenze, 1574 – Pisa, 16 gennaio 1636) è stato un arcivescovo cattolico italiano.

## Biografia
Appartenente ad un ramo cadetto dei Medici, i marchesi della Castellina, nacque a Firenze nel 1574 da Raffaele di Francesco, primo marchese di Castellina, e Costanza di Pietro Alamanni.
Cameriere segreto di papa Leone XI per un certo periodo, nel 1592 diventò canonico della cattedrale di Firenze. Dal 1608 al 1618 fu ambasciatore presso la corte imperiale asburgica a Praga: in quel periodo funse da tramite per la fitta corrispondenza scientifica fra l'astronomo di corte Giovanni Keplero e il pisano Galileo Galilei, diventandone in un certo modo il confidente.
Gli vennero affidate anche altre missioni diplomatiche per conto del Granducato di Toscana: a Francoforte sul Meno e in Polonia nel 1612, in Spagna dal 1619 al 1621, a Mantova nel 1626 e a Susa nel 1636.
Venne consacrato arcivescovo di Pisa nel 1620. Nel 1627 inaugurò il seminario diocesano (oggi sede del Museo dell'Opera del Duomo di Pisa), dopo i lavori di riadattamento cominciati da Carlo Antonio Dal Pozzo.
Nel 1621 morì Cosimo II, a cui successe il figlio undicenne Ferdinando II. Il giovane granduca venne affiancato, oltre che dalla madre Maria Maddalena d'Austria e dalla nonna paterna Cristina di Lorena, da un consiglio di reggenza in cui compariva anche Giuliano.
Rimase a Pisa fino alla morte, avvenuta il 16 gennaio del 1636. Il suo monumento funebre è presente nella controfacciata del Duomo pisano.

## Genealogia episcopale
La genealogia episcopale è:
- Cardinale François de Joyeuse
- Cardinale Jacques du Perron
- Cardinale Roberto Ubaldini
- Arcivescovo Giuliano de' Medici